# Aphrodite Terra
Aphrodite Terra (lateinisch für Land der Aphrodite, der griechischen Göttin der Liebe und Schönheit) ist das umfangreichste Hochland auf dem Planeten Venus.

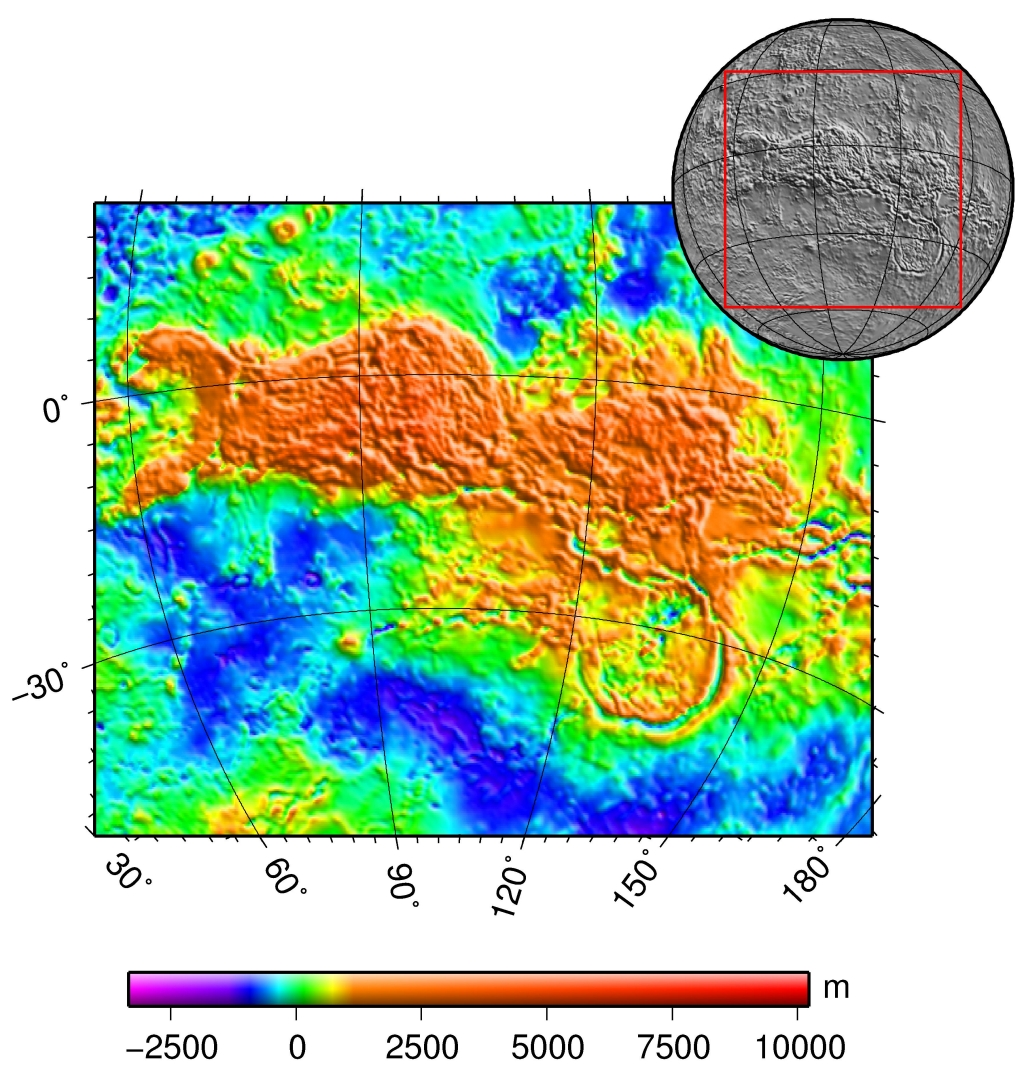
Topografie von Aphrodite Terra (ohne Atla Regio)

## Beschreibung
Das Hochland erstreckt sich entlang des Äquators. Seine auffallendsten Bezirke sind Ovda Regio und, östlich daneben, Thetis Regio. Oftmals werden nur diese beiden Hochebenen mit ihrem sich heraushebenden Umfeld als Aphrodite Terra bezeichnet. Mitunter wird aber das östlich anschließende Hochlandterrain Atla Regio mit seinen großen Gräben und Vulkanen dazugerechnet. Je nachdem erstreckt sich Aphrodite Terra mit einer Länge von rund 10.000 Kilometern beziehungsweise 16.000 Kilometern, von etwa 50° Ost bis rund 150° Ost oder 210° Ost über gut ein Viertel oder fast die Hälfte des Venusäquators, und ist ungefähr halb so groß oder annähernd so groß wie Afrika.
In Atla Regio befinden sich die Vulkane Sapas Mons, Ozza Mons und der größte Venusvulkan Maat Mons. Von den beiden letztgenannten fließt ein mächtiger Lavastrom durch die Region Dali Chasma und bildet dort einen Lavasee mit dem Namen Latona. Den Hochlandbezirk südlich von Thetis Regio prägt die Artemis Corona mit dem größten ringförmigen Grabensystem Artemis Chasma.